# Christian Kraus (Fechter)

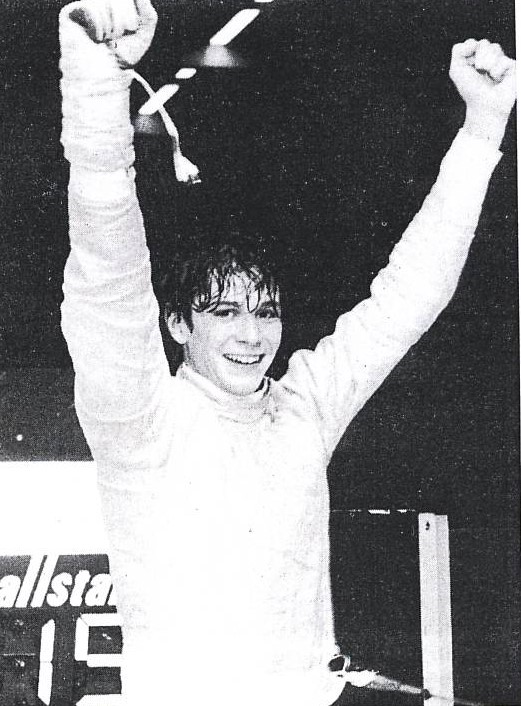
Kraus 1997

Christian Kraus (* 8. September 1978) ist ein deutscher Säbelfechter.

## Leben
Der Rechtshänder Kraus wurde bis 2005 von Joachim Rieg, anschließend von Vitaly Voytov trainiert und startete für die TSG Eislingen. Er war mehrmals Deutscher Meister und nahm an zahlreichen Welt- und Europameisterschaften teil. 2008 beendete er seine Karriere als aktiver Fechter, seit 2010 ist er mit seiner Frau, der Moderatorin Tina Kraus, verheiratet. Kraus ist ein älterer Bruder von Handball-Nationalspieler Michael Kraus.

## Erfolge
Nachdem er 1996 den dritten bzw. 1997 den zweiten Platz bei den Juniorenweltmeisterschaften belegte und schon 1995 Vizeweltmeister der Kadetten war, wurde er 1998 sowohl im Einzel als auch mit der Mannschaft Juniorenweltmeister.
Später nahm er an insgesamt vier Weltmeisterschaften und zwei Europameisterschaften teil. Bei den Weltmeisterschaften 2001 in Nîmes verlor er mit der durch die Verletzung von Wiradech Kothny geschwächten Säbelmannschaft nur knapp mit 40 zu 45 Treffern im Gefecht um Platz drei gegen Rumänien und wurde Vierter. Neben Kothny und Kraus fochten noch der Koblenzer Dennis Bauer und der ebenfalls für Eislingen fechtende Michael Herm in der Mannschaft. Im Einzel belegte er den 32. Platz, seine beste Platzierung bei einer Weltmeisterschaft. Auch bei der Weltmeisterschaft 2003 belegte er mit der Mannschaft den vierten Platz. Seine beste Einzelplatzierung bei einer Europameisterschaft war der 20. Platz bei den Europameisterschaften 2006 in Izmir. Im Jahr 2002 gewann er das Weltcupturnier in London.
Drei Jahre lang, 2003, 2004 und 2005 war er ununterbrochen Deutscher Meister im Säbeleinzel. Mit der Mannschaft der TSG Eislingen wurde er 1998, 1999, 2000 und 2003 Deutscher Mannschaftsmeister und zusätzlich 2008 Dritter bei der Deutschen Mannschaftsmeisterschaft.